# Versendungskauf
Der Versendungskauf ist ein Kaufvertrag, bei dem der Verkäufer auf Verlangen des Käufers den Versand der Ware an einen anderen Ort als den Erfüllungsort übernimmt oder von Dritten durchführen lässt. Gegensatz ist der Präsenzhandel. 

## Allgemeines
Im Präsenzhandel (etwa Supermärkte, Verkaufsautomaten) wird beim Kauf die Ware sofort vom Verkäufer dem persönlich anwesenden Käufer direkt übergeben. Erfüllungsort ist hier der Geschäftssitz des Verkäufers. Im Fall dieses „normalen“ Kaufs erfolgt der Gefahrübergang in dem Zeitpunkt, in dem der Verkäufer die Kaufsache dem Käufer übergibt: Wird die Sache vor dieser Übergabe zerstört oder beschädigt, trägt der Verkäufer das Risiko, muss also nochmals liefern, obwohl der Käufer nur einmal zahlt, während das Risiko danach allein beim Käufer liegt – auch wenn er die Kaufsache zu diesem Zeitpunkt gar nicht mehr oder nur beschädigt besitzt, muss er zahlen. Diese Regelung folgt dem Trennungsprinzip im deutschen Privatrecht, nach dem der Abschluss eines Kaufvertrages, die Übergabe der Ware an den Käufer und die Zahlung des Kaufpreises an den Verkäufer als jeweils eigenständige Rechtsgeschäfte verstanden werden.
Dagegen stehen sich beim Versandhandel (Fernabsatz und Online-Handel) Käufer und Verkäufer nicht unmittelbar gegenüber, so dass die Ware transportiert werden muss und zwischen Bestellung und Übergabe mindestens ein Arbeitstag liegt. Der Käufer, der die Ware auch beim Verkäufer abholen könnte (§ 269 Abs. 1 BGB), möchte sich die Ware aber bequemer verschaffen und vereinbart mit dem Verkäufer ihren Versand. Die nicht mögliche direkte Übergabe wird durch Versendung der Ware ersetzt, die der Verkäufer selbst übernimmt oder – im Regelfall – durch Transportunternehmen durchführen lässt. Dadurch hat der Käufer den Nachteil, dass er – anders als beim Präsenzkauf – die Ware vorher nicht sehen und begutachten kann, sondern erst bei deren Lieferung, also meist nach der Zahlung des Kaufpreises. Außerdem besteht für den Käufer das Risiko, dass er den Kaufpreis bezahlt hat, aber die Ware nicht oder nicht mangelfrei geliefert wird.
Der Verkäufer darf beim Versendungskauf Dritte mit dem Transport der Ware beauftragen, das sind Transportunternehmen wie etwa die Post, Paketdienste, Frachtführer (per Eisenbahn, Schiff oder Flugzeug) oder Spediteure. Der Spediteur im klassischen Sinn organisiert zwar definitionsgemäß nur den Transport (§§ 453 ff. HGB), wird tatsächlich aber oft im Selbsteintritt auch zum Frachtführer und tritt dann selbst als Ausführender von Transporten auf (§ 458 HGB).

## Rechtsfragen
Der Versendungskauf unterscheidet sich vom „Kauf über die Ladentheke“ durch den unterschiedlichen Gefahrübergang, welcher aus der Leistungsgefahr und Preisgefahr (Gegenleistungsgefahr) besteht. Beide betreffen den zufälligen Untergang der Ware beispielsweise durch deren Beschädigung, Verderb, Abhandenkommen oder Diebstahl während des Transports. Das Kaufrecht klärt die Risikoverteilung, nämlich zu wessen Lasten der zufällige Untergang geht. Hierbei besteht für den Verkäufer das Risiko, die untergegangene Ware erneut liefern zu müssen, und für den Käufer das Risiko, den Anspruch auf die untergegangene Ware zu verlieren. Das Gesetz unterscheidet dabei zwischen zwei Arten des Versendungskaufs, bei denen das Transportrisiko einmal vom Käufer, das andere Mal vom Verkäufer getragen wird.

### Leistungsgefahr
Der Käufer trägt das Transportrisiko. Deshalb muss der Verkäufer beim Versendungskauf nicht erneut liefern, wenn die Ware untergeht. Die Leistungsgefahr geht beim Versendungskauf mit Konkretisierung, also mit ordnungsgemäßer Verpackung und Übergabe der mangelfreien Ware, an das Transportunternehmen über (§ 447 Abs. 1 BGB, § 243 Abs. 2 BGB). Zugleich geht die Preisgefahr auf den Käufer mit der Folge über, dass dieser den vereinbarten Kaufpreis selbst bei zufälligem Untergang zu zahlen hat. Der Verkäufer haftet mithin nicht für ein Verschulden des Transportunternehmens bei zufälligem Untergang. Die Erfüllung des Versendungskaufs in Form der Übereignung erfolgt erst durch die Übergabe der Kaufsache vom Transportunternehmen an den Käufer. Kommt die Ware dem Transportunternehmen während des Transports abhanden (zufälliger Untergang), ist eine Übereignung an den Käufer nicht mehr möglich. Dennoch muss er dem Verkäufer den Kaufpreis bezahlen. Eine Ausnahme gilt, wenn der Verkäufer Unternehmer und der Käufer Verbraucher ist. In diesem Fall geht die Gefahr nur dann auf den Käufer über, wenn dieser selbst den Frachtführer beauftragt hat, siehe § 475 Abs. 2 BGB.

### Preisgefahr
Mit der Übergabe der Ware an das Transportunternehmen erfüllt der Verkäufer seine Leistungspflicht aus einer Schickschuld (§ 447 Abs. 1 BGB). Diese Vorschrift regelt ausschließlich die Gegenleistungsgefahr (§ 326 Abs. 1 BGB), also die Rechtsfrage, ob der Verkäufer den Kaufpreis erhält, wenn die Sache vor Übergabe an den Käufer untergeht. Gemäß § 447 Abs. 1 BGB muss der Käufer trotz Untergangs der Ware den Kaufpreis entrichten, obwohl der Verkäufer gemäß § 275 Abs. 1 BGB nicht noch einmal liefern muss. Der Verkäufer hat für ein Verschulden des Transportunternehmens nicht einzustehen, weil er nur die Übergabe an den Spediteur, nicht jedoch die Versendung durch den Spediteur schuldet. Deshalb ist der Spediteur kein Erfüllungsgehilfe nach § 278 BGB. Damit tritt zufällige Unmöglichkeit ein.

## Rechtsfolgen
Damit liegt das Risiko eines Versendungskaufs im Falle des zufälligen Untergangs der Kaufsache bei gleichberechtigten Vertragspartnern (beim Versendungskauf von Unternehmer zu Unternehmer, englisch Business-to-Business) oder von Verbraucher zu Verbraucher (englisch Consumer-to-Consumer) allein beim Käufer. Er muss den Kaufpreis zahlen, obwohl er die Ware nicht oder mangelbehaftet erhalten hat. Dieses für den Käufer unbefriedigende Rechtsrisiko wird jedoch zum Schutz des Käufers bei ungleichberechtigten Vertragspartnern (etwa englisch Business-to-Consumer) ausgeschaltet.
Der Verkäufer hat dann beim zufälligen Untergang der Ware eine Anspruchsgrundlage gegen das Transportunternehmen (§ 429 HGB, § 461 HGB, § 502 HGB, § 823 Abs. 1 BGB), aber keinen Schaden. Dagegen besitzt der Käufer einen Schaden (denn er muss zahlen, ohne dass er Ware erhält), aber keine Anspruchsgrundlage. In derartigen Fällen hilft das Rechtsinstitut der Drittschadensliquidation, wodurch der Verkäufer einen Schadenersatzanspruch gegen das Transportunternehmen bekommt und der Käufer gemäß § 421 Abs. 1 Satz 2 HGB berechtigt ist, die Ansprüche aus dem Frachtvertrag im eigenen Namen gegen den Frachtführer geltend zu machen. Der Versendungskauf stellt den bekanntesten Anwendungsfall der Drittschadensliquidation dar.

## Ausnahmen
Führt der Verkäufer den Transport mit eigenem Personal durch und dieses übernimmt beim Käufer die Montage (etwa bei Möbeln), so liegt eine Bringschuld vor, bei der die Regeln des Versendungskaufs nicht anwendbar sind. Das Transportrisiko bleibt beim Verkäufer bis zur mangelfreien Übergabe an den Käufer.
Gemäß § 475 Abs. 2 BGB findet der Gefahrübergang nach § 447 BGB nur bei Kaufverträgen statt, an denen entweder sowohl auf Käufer- als auch auf Verkäuferseite kein Verbraucher beteiligt ist, oder lediglich auf der Verkäuferseite, nicht aber auf der Käuferseite ein Verbraucher steht. Dadurch wird der Verbrauchsgüterkauf ausgeschlossen, bei dem ein Unternehmer als Verkäufer und ein Verbraucher als Käufer vorhanden sind. Beim Verbrauchsgüterkauf führt die Auslieferung der Ware an das Transportunternehmen nicht zum Übergang der Preisgefahr auf den Käufer. Der Gefahrübergang erfolgt vielmehr erst nach dem Transport mit Übergabe der Ware an den Käufer (§ 446 BGB). Die Ware reist beim Verbrauchsgüterkauf mithin auf Gefahr des Verkäufers. Erteilt der Käufer jedoch dem Transporteur eine Abstellgenehmigung, geht die Transportgefahr auch ohne tatsächliche Übergabe auf den Käufer über. 

## International
In der Schweiz unterscheidet man zwischen Fernkauf und Distanzkauf. Beim Fernkauf bleibt der Verkäufer – auch wenn er die Sache versendet – für die Lieferung verantwortlich, bis sie beim Käufer bereitgehalten wird oder eingetroffen ist. Im Zweifelsfall wird Distanzkauf angenommen. Die Kaufsache muss beim Distanzkauf vom Erfüllungsort (beim Verkäufer) abgesendet worden sein (Art. 74 Abs. 2 Ziff. 3 OR). Dann trägt der Käufer die Preisgefahr, es sei denn, der Anspruch auf den Kaufpreis geht mit der Kaufsache unter: dann liegt die Preisgefahr beim Verkäufer. Sollte in Österreich ein Kaufvertrag keine Bestimmungen über die Versendungsart enthalten, so ist davon auszugehen, dass ein Käufer von vornherein stillschweigend mit einer verkehrsüblichen Versendungsart (Bahn, Post, Flugzeug oder Schiff) einverstanden ist (§ 429 ABGB). Mit Übergabe der vertragsgemäßen Ware an den Transporteur gilt die Ware auch schon dem Käufer als übergeben, sofern dieser die Versendungsart genehmigt hat (§ 429, 2. Halbsatz ABGB). Das Eigentum der Ware geht bei der Übergabe vom Verkäufer an das Transportunternehmen auf den Käufer über. Der Gefahrübergang auf den Käufer erfolgt ebenfalls bei der Übergabe vom Verkäufer an das Transportunternehmen. 
Der internationale Versendungskauf des UN-Kaufrechts gleicht weitgehend dem inländischen. Die Besonderheit besteht lediglich in seinem internationalen Bezug, der dadurch hervorgerufen wird, dass die Ware aus dem Inland ins Ausland geliefert wird (Export) oder umgekehrt sich der Kaufgegenstand aus der Sicht des Käufers im Ausland befindet und ein inländischer Käufer aus dem Ausland beliefert wird (Import). Erfordert nach Art. 67 Abs. 1 UN-Kaufrecht der Kaufvertrag eine Beförderung der Ware und ist der Verkäufer nicht verpflichtet, sie an einem bestimmten Ort zu übergeben, so geht die Gefahr auf den Käufer über, sobald die Ware gemäß dem Kaufvertrag dem ersten Beförderer zur Übermittlung an den Käufer übergeben wird. Gemäß Art. 69 Abs. 2 UN-Kaufrecht geht die Gefahr erst auf den Käufer über, wenn die Lieferung fällig ist und der Käufer Kenntnis davon hat, dass ihm die Ware an diesem Ort zur Verfügung steht.